# بورت جفرسون (نيويورك)
بورت جفرسون (بالإنجليزية: Port Jefferson, New York)‏ هي بلدة تقع في الولايات المتحدة في مقاطعة سوفولك، نيويورك. يقدر عدد سكانها بـ 7,750 نسمة ومساحتها 7.9 كم2 وترتفع عن سطح البحر 3.66 متر.

## التركيبة السكانية
حدّد مكتب تعداد الولايات المتحدة بيانات التركيبة السكانية لبورت جفرسون في تعداد الولايات المتحدة. في ما يلي، التركيبة السكانية حسب تعدادي 2000 و2010.

### تعداد عام 2000
بلغ عدد سكان بورت جفرسون 7,837 نسمة بحسب تعداد عام 2000، وبلغ عدد الأسر 2,985 أسرة وعدد العائلات 1,981 عائلة مقيمة في القرية. في حين سجلت الكثافة السكانية 979.6 نسمة لكل كيلومتر مربع (2,537.2/ميل2). وبلغ عدد الوحدات السكنية 3,074 وحدة بمتوسط كثافة قدره 384.2 لكل كيلومتر مربع (995.1/ميل2).
وتوزع التركيب العرقي للقرية بنسبة 91.97% من البيض و1.67% من الأمريكيين الأفارقة و0.04% من الأمريكيين الأصليين و3.33% من الأمريكيين ذوي الأصول الآسيوية و1.70% من الأعراق الأخرى و1.29% من عرقين مختلطين أو أكثر و5.21% من الهسبانيون أو اللاتينيون من أي عرق.
بلغ عدد الأسر 2,985 أسرة كانت نسبة 28.2% منها لديها أطفال تحت سن الثامنة عشر تعيش معهم، وبلغت نسبة الأزواج القاطنين مع بعضهم البعض 55.2% من أصل المجموع الكلي للأسر، ونسبة 8.2% من الأسر كان لديها معيلات من الإناث دون وجود شريك، بينما كانت نسبة 2.9% من الأسر لديها معيلون من الذكور دون وجود شريكة وكانت نسبة 33.6% من غير العائلات. تألفت نسبة 26.1% من أصل جميع الأسر من عدة أفراد يعيشون في نفس المنزل ونسبة 6.5% كانت تتألف من شخص يعيش بمفرده يبلغ من العمر 65 عاماً أو أكثر. وبلغ متوسط حجم الأسرة المعيشية 2.45، أما متوسط حجم العائلات فبلغ 2.96.
بلغ العمر الوسطي للسكان 40.4 عاماً. وكانت نسبة 19% من القاطنين تحت سن الثامنة عشر، وكانت نسبة 6.1% بين الثامنة عشر والرابعة والعشرين عاماً، ونسبة 28.6% كانت واقعةً في الفئة العمرية ما بين الخامسة والعشرين والرابعة والأربعين عاماً، ونسبة 28.5% كانت ما بين الخامسة والأربعين والرابعة والستين، ونسبة 11% كانت ضمن فئة الخامسة والستين عاماً فما فوق. يوجد لكل 100 أنثى 96.1 ذكر، ويوجد لكل 100 أنثى في الثامنة عشر من عمرها فما فوق 94.1 ذكر.
بلغ متوسط دخل الأسرة في القرية 65,119 دولارًا، أما متوسط دخل العائلة فبلغ 83,981 دولارًا. وكان متوسط دخل الذكور 57,125 دولارًا مقابل 41,936 دولارًا للإناث. وسجل دخل الفرد الخاص بالقرية 33,852 دولارًا. وكانت نسبة 3.9% من العائلات ونسبة 7.2% من السكان تحت خط الفقر، وكان من هؤلاء نسبة 7.3% تحت سن الثامنة عشر ونسبة 5% في الخامسة والستين من العمر وما فوق.

### تعداد عام 2010
بلغ عدد سكان بورت جفرسون 7,750 نسمة بحسب تعداد عام 2010، وبلغ عدد الأسر 3,090 أسرة وعدد العائلات 1,975 عائلة مقيمة في القرية. في حين سجلت الكثافة السكانية 968.8 نسمة لكل كيلومتر مربع (2,509.2/ميل2). وبلغ عدد الوحدات السكنية 3,270 وحدة بمتوسط كثافة قدره 408.8 لكل كيلومتر مربع (1,058.8/ميل2).
وتوزع التركيب العرقي للقرية بنسبة 88.52% من البيض و1.60% من الأمريكيين الأفارقة و0.17% من الأمريكيين الأصليين و6.09% من الأمريكيين ذوي الأصول الآسيوية و2.18% من الأعراق الأخرى و1.45% من عرقين مختلطين أو أكثر و6.45% من الهسبانيون أو اللاتينيون من أي عرق.
بلغ عدد الأسر 3,090 أسرة كانت نسبة 27.8% منها لديها أطفال تحت سن الثامنة عشر تعيش معهم، وبلغت نسبة الأزواج القاطنين مع بعضهم البعض 52.2% من أصل المجموع الكلي للأسر، ونسبة 8% من الأسر كان لديها معيلات من الإناث دون وجود شريك، بينما كانت نسبة 3.8% من الأسر لديها معيلون من الذكور دون وجود شريكة وكانت نسبة 36.1% من غير العائلات. تألفت نسبة 28.3% من أصل جميع الأسر من عدة أفراد يعيشون في نفس المنزل ونسبة 9.1% كانت تتألف من شخص يعيش بمفرده يبلغ من العمر 65 عاماً أو أكثر. وبلغ متوسط حجم الأسرة المعيشية 2.40، أما متوسط حجم العائلات فبلغ 2.96.
بلغ العمر الوسطي للسكان 43.6 عاماً. وكانت نسبة 20.7% من القاطنين تحت سن الثامنة عشر، وكانت نسبة 6.9% بين الثامنة عشر والرابعة والعشرين عاماً، ونسبة 24.3% كانت واقعةً في الفئة العمرية ما بين الخامسة والعشرين والرابعة والأربعين عاماً، ونسبة 31.3% كانت ما بين الخامسة والأربعين والرابعة والستين، ونسبة 16.8% كانت ضمن فئة الخامسة والستين عاماً فما فوق. وتوزع التركيب الجنسي للسكان بنسبة 49.4% ذكور و50.6% إناث.

## أعلام
- جون بوسيما
- زوي بارنيت
- تيد تشيانغ
- كاثي داونز
- ليلاند جون هاوورث
- كيسي فرانك
- بيتر فيرارو
- ميخائيل دولينج
- تشارلز ثوم
- جيري إدواردز